# Kutjevačka
A Kutjevačka egy patak Horvátországban, a Longya jobb oldali mellékvize.

## Leírása
A Kutjevačka Szlavóniában, a 790 méteres Kapavac csúcsa alatt a Krndija-hegység lejtőin eredő Velika-patakból, valamint a Bilo-fennsíkon eredő Mala- és Remetska-patakokból ered és Knežci településtől délre ömlik a Longyába. Hosszúsága 13 km. Útja során átfolyik Kutjevó, Kula, Ciglenik és Knežci településeken. Fő halfajai a pisztráng, a fejes domolykó és a márna.